# 콩나물국밥
콩나물국밥은 콩나물국에 밥을 말아 새우젓으로 간을 하고 대파, 고추 등 고명을 얹어 먹는 형태의 요리다. 콩나물은 비타민 C와 아미노산의 일종인 아스파라긴산이 들어있어 음주 후 해장 음식으로 많이 먹는다.  콩나물국밥은 전국 어디서든 먹을 수 있지만 그 중 가장 유명한 것은 "전주식 콩나물국밥"이다.

## 유래
콩나물은 옛부터 한국에서 즐겨 사용하던 식재료로 국이나 무침 등 다양한 형태로 조리하여 먹었다.  1929년 발간된 별건곤 24호에는 전주에서 콩나물로 해장국을 만들어 “탁백이국”이라 불렀다는 소개가 있다. 그러나 당시 탁백이국은 별도의 육수를 쓰지는 않은 맑은 국물이었다. 술마신 다음날 아침 숙취 해소를 위해 막걸리 한 사발을 곁들여 먹었다고 한다. 지금은 고기를 우려낸 육수에 마늘 생강 고추와 같은 향신료를 넣어 진한 국물을 내는 것이 일반적이고 모주를 곁들여 마시기도 한다.

## 종류
전주에서 파는 콩나물국밥이 지역의 명물로 자리 잡은 뒤 전국적으로 확산되었다. 전주의 콩나물국밥은 뚝배기에 밥, 삶은 콩나물, 썰이김치, 육수를 넣고 펄펄 끓이다가 계란을 넣는 “삼백집식”과 육수를 따로 끓여낸 뒤 뚝배기에 담는 “남부시장식”이 있다. 유명한 콩나물국밥집인 “삼백집”에서 시작된 직접 끓이는 방식은 국물이 맑고 시원한 맛이 있으며, 전주 남부시장에서 시작된 남부시장식은 뚝배기에 밥과 삶은 콩나물, 썰이김치를 넣고 뜨거운 육수를 부어서 말아 내는 방식으로 보다 진한 맛이 난다. 따로 수란을 내어 주는데 국밥에 섞지 않고 뜨거운 국밥 국물을 끼얹으며 따로 먹는다.

## 영양
콩나물국밥 900 g의 영양성분표는 다음과 같다.
| 열량         | 429.65kcal |
| 탄수화물     | 71.08g     |
| 단백질       | 18.5g      |
| 지방         | 7.93g      |
| 당류         | 1.71g      |
| 나트륨       | 2253.82mg  |
| 콜레스테롤   | 3.55mg     |
| 포화지방산   | 1.13g      |
| 트랜스지방산 | 0g         |

## 사진 갤러리

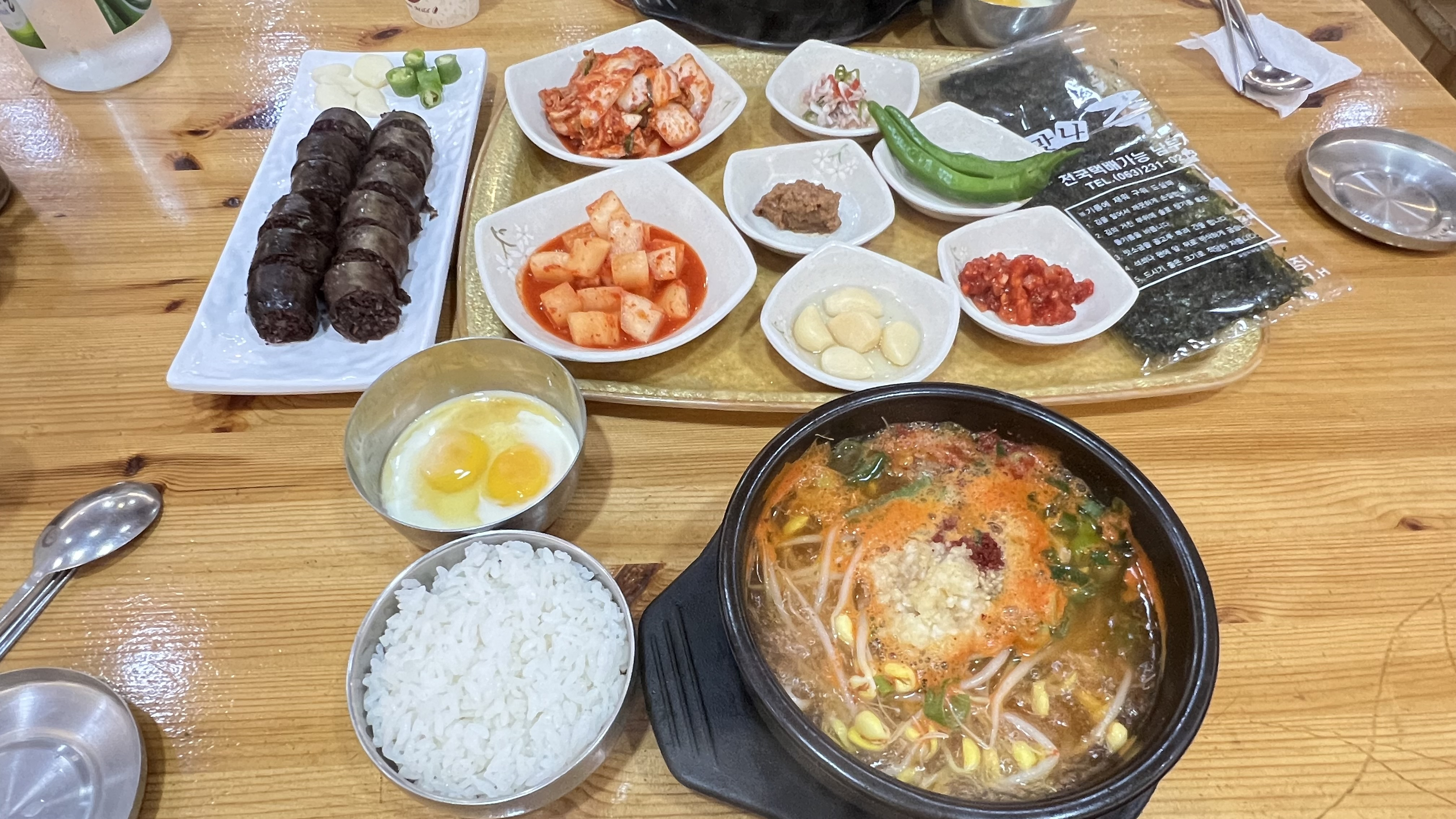
전주 남부식당 콩나물국밥
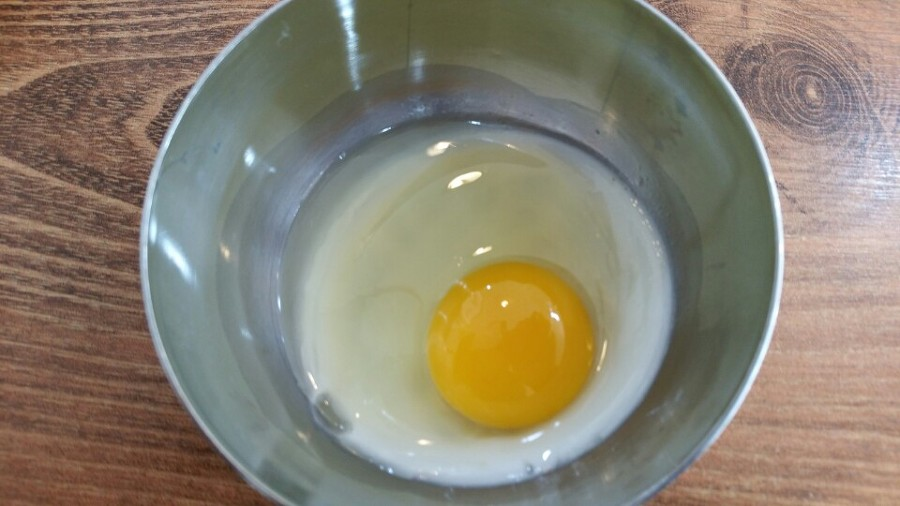
콩나물국밥에 곁들이는 수란